# Tapsi Hapsi bolondos karácsonyi meséi
A Tapsi Hapsi bolondos karácsonyi meséi (eredeti cím: Bugs Bunny's Looney Christmas Tale) 1979-ben bemutatott amerikai rajzfilm, amely a Bolondos dallamok című rajzfilmsorozat alapján készült. Az animációs játékfilm rendezője Friz Freleng és Chuck Jones. A forgatókönyvet John W. Dunn és Tony Benedict írta, a zenéjét Doug Goodwin szerezte. A tévéfilm a Warner Bros. Television, a DePatie-Freleng Enterprises és a Chuck Jones Enterprises gyártásában készült. Műfaja musicalfilm.
Amerikában 1979. november 27-én a CBS-en sugározták, Magyarországon a tévéfilm három részét 1993 karácsonya körül az HBO-n vetítették le a televízióban.

## Szereplők
| Szereplő          | Eredeti hang | Magyar hang                                  |
| ----------------- | ------------ | -------------------------------------------- |
| Tapsi Hapsi       | Mel Blanc    | Bor Zoltán                                   |
| Rissz-Rossz Sam   | Mel Blanc    | Hankó Attila                                 |
| Cucu malac        | Mel Blanc    | Csankó Zoltán                                |
| Csőrike           | Mel Blanc    | Radó Denise                                  |
| Taz               | Mel Blanc    | Kárpáti Tibor (HBO) Csurka László (InterCom) |
| Speedy Gonzales   | Mel Blanc    | Botár Endre (HBO) Lippai László (InterCom)   |
| Bóbita kakas      | Mel Blanc    | saját hangjukon                              |
| Pepe lö Pici      | Mel Blanc    | saját hangjukon                              |
| Elmer Fudd        | Mel Blanc    | saját hangjukon                              |
| Repülőgép pilóták | Mel Blanc    | HBO: ? InterCom: Kárpáti Tibor Rosta Sándor  |
| Mikulás           | Mel Blanc    | Dobránszky Zoltán (HBO / InterCom)           |
| Clyde             | June Foray   | Bor Zoltán (HBO) Somlai Edina (InterCom)     |
| Mikulás felesége  | June Foray   | Némedi Mari (HBO) Egri Márta (InterCom)      |

## Betétdalok
- Deck the Halls
- Alouette
- O Come All Ye Faithful
- Jingle Bells
- Home Sweet Home
- Brahms's Lullaby
- Joy to the World
- Skaters Waltz
- William Tell Overture
- The Flying Trapeze
- It Came Upon a Midnight Clear
- The Twelve Days of Christmas

## Összeállítások
A Bolondos dallamok 3 teljes rövidfilmjéből állították össze a tévéfilmhez.
- Bugs Bunny's Christmas Carol (Tapsi Hapsi karácsonyi éneke) (HBO: 1993. december 24.)
- Freeze Frame (HBO: 1993. december 25.)
- Fright Before Christmas (Mennyből az ördög) (HBO: 1993. december 26.)